# Medrow
Medrow ist ein Dorf in der vorpommerschen Gemeinde Nossendorf im Landkreis Mecklenburgische Seenplatte in Mecklenburg-Vorpommern. Im Dorf leben ca. 150 Einwohner (Stand 2014).

## Geografische Lage

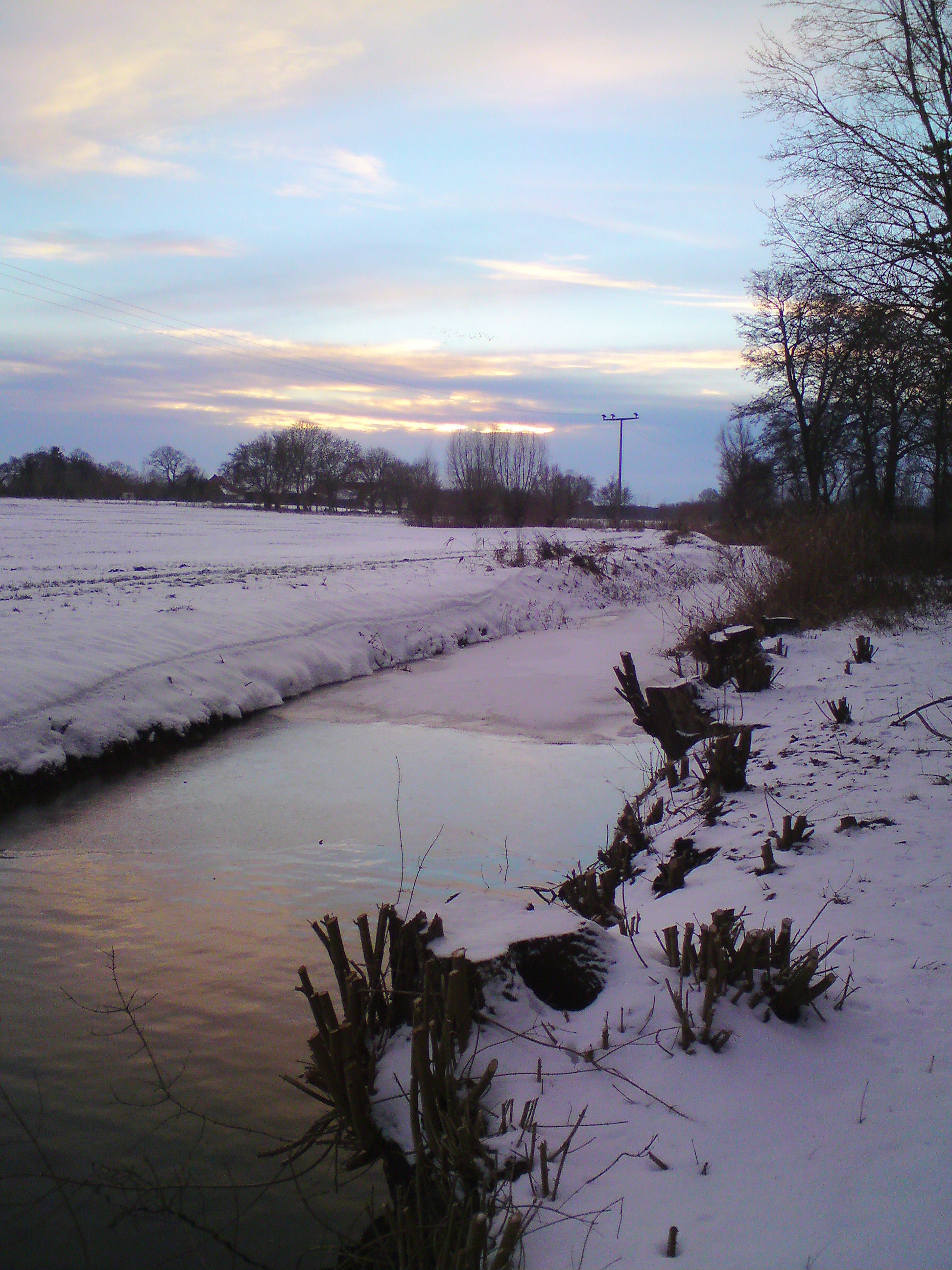
Graben zum Wässerring

Medrow liegt etwa 15 Kilometer nördlich von Demmin und 15 Kilometer südlich von Grimmen. Die umliegenden Orte sind Langenfelde (Gemeinde Glewitz), Nossendorf, Toitz und Zarnekla (Stadt Loitz). Die Wälder Kronwald und Spitzeck liegen in der Nähe und als Gewässer der große Dorfteich, der alte Badeteich, der Wässerring und der Burggraben, welcher in die Trebel mündet. Weitere Gewässer sind der Rote Brückengraben im Norden, der ebenfalls in die Trebel mündet und der Krongraben östlich der Ortschaft im Kronwald. Das Dorf befindet sich, wie alle anderen Dörfer der Gemeinde Nossendorf auch, östlich der Trebel und somit im vorpommerschen Teil des Landes.

## Geschichte
Medrow wurde erstmals 1242 als Mederow urkundlich erwähnt. Von einer früheren slawische Besiedlung wurde eine Burg namens „villam Mederow“ mit Wassergraben nachgewiesen. Im 13. und 14. Jahrhundert wurde das Dorf Rittersitz. Medrow gehörte zwischen 1648 und 1815 zu Schwedisch-Pommern. Seit 1683 gehört Medrow zum Pfarramt Glewitz. Die Kirchenbau begann 1687 und endete 13 Jahre später. Im 17. Jahrhundert wurde Jacob von Pfuel (1626–1702) mit Medrow und Nehringen belehnt. Der nächste Besitzer Graf Meyerfeldt ließ eine Glashütte errichten. Im Jahr 1755 übernahm die Familie von Hagenow pachtweise die Güter von Medrow, Langenfelde und Glewitz. Im Jahr 1828 folgte als Gutsherr der zweite Sohn Wilhelm von Hagenow das Gut Medrow von seinem älteren Bruder Friedrich von Hagenow und ließ neue Wirtschaftsgebäude errichten bzw. umbauen. Etwa von der zweiten Hälfte des 19. Jahrhunderts, spätestens um 1877, besaß das Geschlecht der von Witzleben das Gut Medrow und bildete genealogisch eine eigene Familienlinie Medrow heraus. Gutsbesitzer wurde durch die Hochzeit 1855 mit Emma von Hagenow-Medrow (1836–1895) später ihr Mann Ernst von Witzleben-Waldburg. Ihm folgte der Sohn, der Ehrenritter des Johanniterordens Eric von Witzleben (1856–1922), verheiratet mit der Amerikanerin Antoinette Schultz. Sie vererbten im Minorat an den jüngsten Sohn Erich jun. von Witzleben (1891–1966). Er ging mit seinen Brüdern als Schüler auf das bekannte Pädagogium zu Putbus und war danach offiziell ebenso unter anderem Inhaber des Waldgutes Wahlendorf bei Greifswald, nach dem Güter-Adressbuch Pommern allerdings seine Ehefrau Elisabeth Scheidt, die mütterlicherseits aus der wohlhabenden Industriellenfamilie Poensgen stammte. Der jüngste Sohn des Hauses von Witzleben-Medrow, Heinrich Günther, nachfolgend Dr. jur. und Oberstleutnant, war noch Schüler auf der durch seinen Vorfahren gegründeten Klosterschule Rossleben.
In den Jahren 1932/33 wurde ein Teil des Gutes an die Loitzer Siedlungsgesellschaft verkauft. Von 4500 Morgen Land verblieben 1000 Morgen Land für Eric jun. von Witzleben, respektive auf den Namen seiner Ehefrau Elisabeth, geborene Scheidt, geschriebene 248 ha. Auf dem Rest wurden ungefähr 70 neue Bauernstellen eingerichtet. Die Vollbauern erhielten 60 Scheunen und die Ställe von dem einstigen landwirtschaftlichen Betrieb des Gutes. Sie wurden aber nur noch teilweise zu wirtschaftlichen oder Wohnzwecken genutzt. Die modernisierten Katen der Neubauern ziehen sich heute beidseitig der Straße entlang, die zum Gutshaus führt. Dieses steht leer und ist von einem Park umgeben.

## Sehenswürdigkeiten

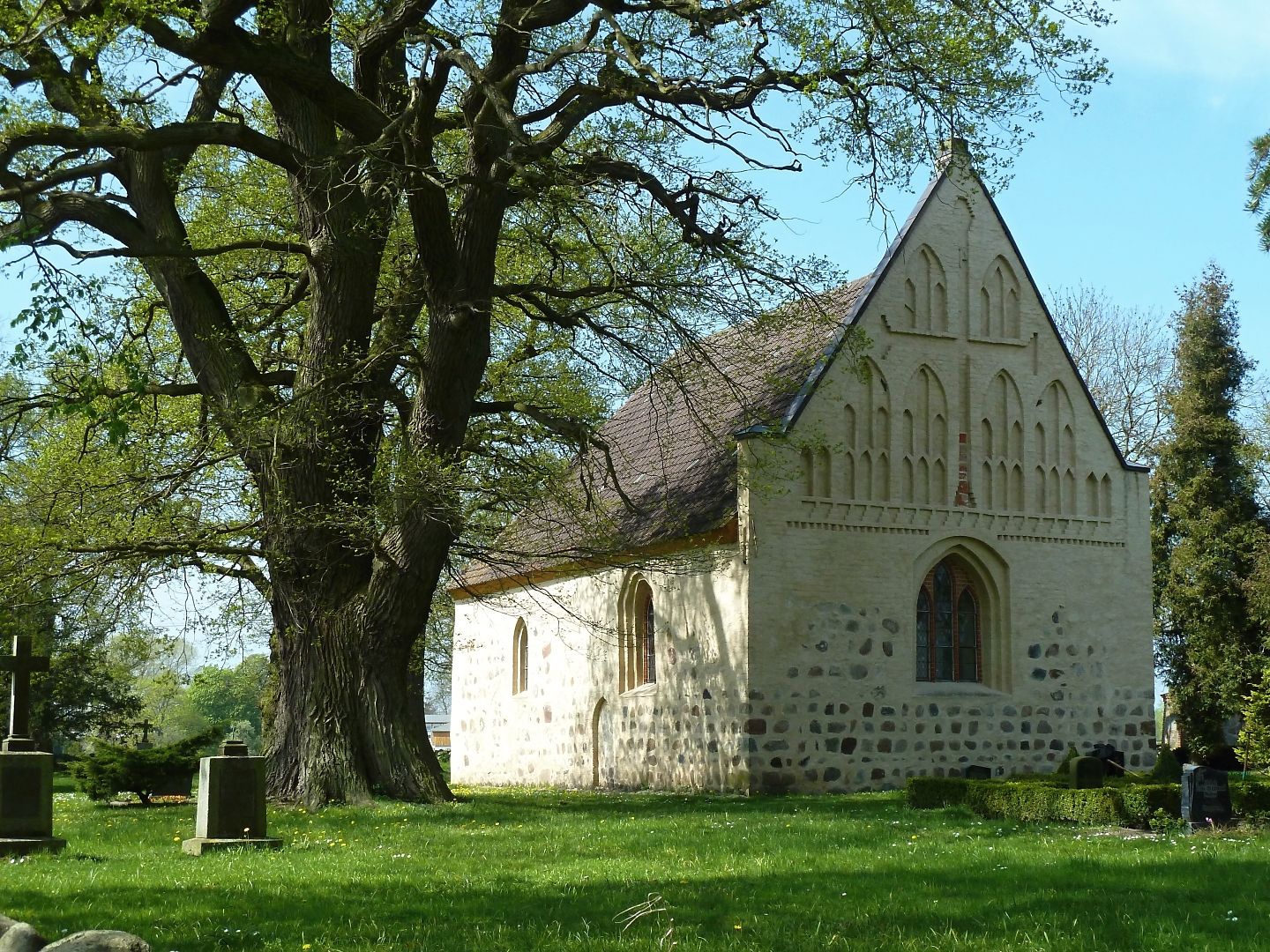
Kirche in Medrow

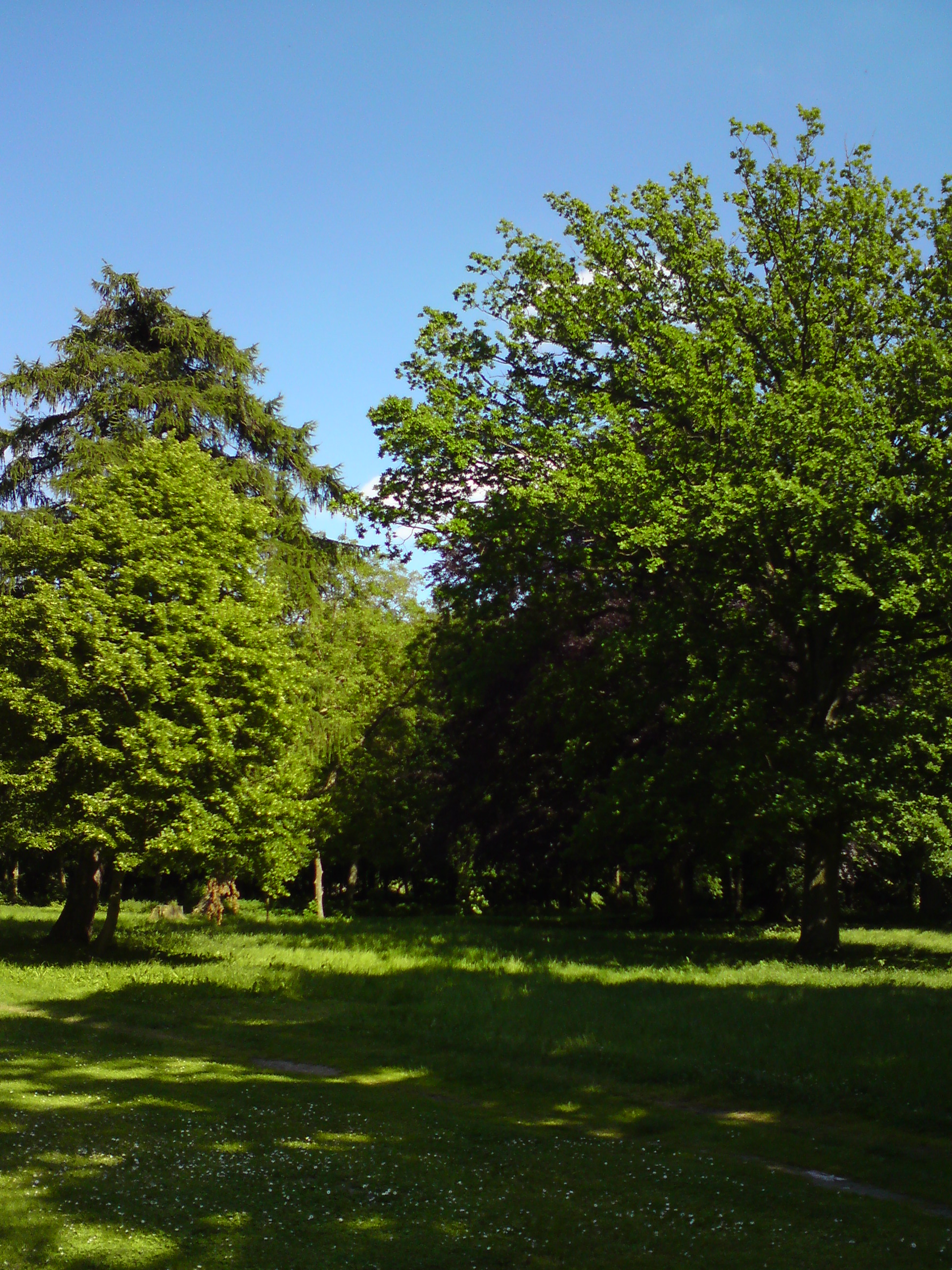
Medrower Park

→ Siehe auch Liste der Baudenkmale in Nossendorf
- Frühgotische Feldsteinkirche; Tür- und Fenstereinfassungen in Backstein; Chor mit Kreuzgewölbe und Kirchenschiff mit Flachdecke.
- Glockenstuhl
- Zweigeschossiges Gutshaus Medrow von 1840 für Wilhelm von Hagenow
- Landschaftspark
- Kriegerdenkmal (Erster Weltkrieg)

## Naturschutz
In Medrow stehen folgende Bäume unter Naturschutz:
- 1 Lärche im Park (siehe Foto)
- 2 Linden im Park
- 2 Blutbuchen im Park
- 2 Birken im Park
- 1 Traubeneiche auf dem Friedhof